# Cal Mestres (Avinyonet del Penedès)
Cal Mestres és un edifici del municipi d'Avinyonet del Penedès (Alt Penedès) protegit com a bé cultural d'interès local.

## Descripció
És una casa entre mitgeres i fent cantonada, composta de planta baixa i pis. Superfície de façana dividida en trams per línies motllurades horitzontals i segmentades verticals. Portal d'arc de mig punt adovellat amb inscripció superior. Balcons d'un sol portal al primer pis. Finestra lateral amb marc, ampit i llindes de pedra. Finestra inferior amb reixa interessant. Coronament amb reixa de terrat.